# Levski Sofia
Le Levski Sofia (en bulgare : Левски София) est un club omnisports bulgare basé dans la ville de Sofia

## Sections
- basket-ball : voir article : BC Levski Sofia
- football : voir article : PFK Levski Sofia
- volley-ball : voir article : Levski Sofia (volley-ball)